# Aeroportul Paris–Orly
Aeroportul Paris-Orly (Cod IATA:ORY, iar Cod ICAO:LFPO), abreviat în mod curent, în franceză, „Aéroport d'Orly”, este un aeroport din Île-de-France, situat la  14 km la sud de Paris. Își are numele de la orașul Orly căruia îi ocupă o parte din teritoriu. Aeroportul, aerogările și pistele sale sunt repartizate între departamentele Essonne și Val-de-Marne. Se află sub autoritatea prefectului de Val-de-Marne.  Este folosit îndeosebi pentru zborurile naționale, europene, și zborurile cu destinația Maghreb, Orientul Mijlociu și DOM-TOM franceze. Al doilea aeroport al Franței, ca mărime, după Aeroportul Paris-Charles-de-Gaulle, el a primit, în 2016, 31.237.865 de pasageri. Aeroportul este împărțit în două aerogări principale: aerogara Sud și aerogara Vest și dispune de trei piste. Are și o aerogară de fret și o zonă de întreținere. Este administrat de societatea Paris Aéroport.

## Situarea geografică
Aeroportul Paris-Orly este situat la 14 km, la sud de Paris. A fost construit pe un podiș  complet plat, denumit podișul Longboyau, la o altitudine de 88 de metri. La vest, câteva mici dealuri limitează vederea. La est, podișul se oprește rapid în Sena. Climatul aeroportului este temperat oceanic degradat. Temperaturile medii sunt mai degrabă blânde, mergând de la + 4°C în ianuarie la 19°C în august. Pe timp senin, se pot vedea Turnul Eiffel și Turnul Montparnasse înspre nord și emițătoarele de radio Sainte-Assise înspre sud.
Cele 1.528 de hectare ale sale reprezintă o șeptime din suprafața Parisului intra muros, sau echivalentul unui oraș cum este Nancy, și se repartizează pe șapte comune care fac parte din două departamente:
| Essonne             | 61,7 % | Val-de-Marne      | 38,3 % |
| ------------------- | ------ | ----------------- | ------ |
| Paray-Vieille-Poste | 27,4 % | Villeneuve-le-Roi | 22,5 % |
| Wissous             | 15,5 % | Orly              | 15,8 % |
| Athis-Mons          | 13,6 % |                   |        |
| Chilly-Mazarin      | 2,8 %  |                   |        |
| Morangis            | 2,4 %  |                   |        |